# 捷克宗教
捷克宗教（2021年）
捷克共和國的宗教信仰到20世紀初都是被基督宗教所主導。自20世紀初以來，基督徒一直在穩定下降，至今基督徒在捷克仍然只是少數。然而，捷克共和國還是世界上歷史悠久的宗教國家之一。
根據2021年人口普查，47.8％的捷克人口表示他們沒有宗教信仰，9.3％是天主教信徒，2.4％其他教派的基督徒，9.6％有精神信仰但無宗教信仰，0.7％有精神信仰也有宗教信仰，30.1％的人沒有回答有關宗教的問題。從1991年到2001年，天主教會信徒的比例從39.0％下降到26.8％，新教信徒從4％下降到2％。由於2011年最新的人口普查類別的變化，每個類別都有所下降：沒有宗教的人口比例從59％下降到34.5％，天主教信徒從26.8％下降到10.3％，新教信徒從2％下降到了1％。沒有回答任選問題的人從8.8％上升到44.7％。

## 統計

### 人口普查結果
|                          | 1921       | 1921       | 1930       | 1930       | 1950      | 1950      | 1991       | 1991       | 2001       | 2001       | 2011       | 2011       |
| 數量                     | %          | 數量       | %          | 數量       | %         | 數量      | %          | 數量       | %          | 數量       | %          |            |
| 拉丁禮天主教會           | 8,201,464  | 82.0       | 8,378,079  | 78.5       | 6,792,046 | 76.3      | 4,021,385  | 39.0       | 2,740,780  | 26.8       | 1,082,463  | 10.4       |
| 捷克福音弟兄會           | 231,199    | 2.3        | 290,994    | 2.7        | 401,729   | 4.5       | 203,996    | 2.0        | 117,212    | 1.1        | 51,858     | 0.5        |
| 捷克斯洛伐克胡思教會     | 523,232    | 5.2        | 779,672    | 7.3        | 946,813   | 10.6      | 178,036    | 1.7        | 99,103     | 1.0        | 39,229     | 0.4        |
| 捷克和斯洛伐克正教會     | 9,221      | 0.1        | 24,488     | 0.2        | 50,365    | 0.6       | 19,354     | 0.2        | 22,968     | 0.2        | 20,533     | 0.2        |
| 耶和華見證人             | -          | -          | -          | -          | -         | -         | 14,575     | 0.1        | 23,162     | 0.2        | 13,069     | 0.1        |
| 西里西亞福音教會         | -          | -          | 46,777     | 0.4        | 57,741    | 0.6       | 33,130     | 0.3        | 14,020     | 0.1        | 8,158      | 0.1        |
| 魯塞尼亞禮天主教會       | 9,307      | 0.1        | 12,149     | 0.1        | 32,862    | 0.4       | 7,030      | 0.1        | 7,675      | 0.1        | 9,883      | 0.1        |
| 德國福音教會             | -          | -          | 130,981    | 1.2        | 6,401     | 0.1       | -          | -          | -          | -          | -          | -          |
| 猶太教                   | 125,083    | 1.3        | 117,551    | 1.1        | 8,038     | 0.1       | 1,292      | 0.01       | 1,515      | 0.01       | 1,474      | 0.01       |
| 基督徒（無明確表態宗派） | -          | -          | 5,808      | 0.1        | -         | -         | 8,790      | 0.1        | 4,021      | 0.04       | 91,894     | 0.8        |
| 有精神信仰也有宗教信仰   | 168,046    | 1.7        | 53,743     | 0.5        | 57,287    | 0.6       | 36,146     | 0.4        | 257,641    | 2.5        | 75,190     | 0.7        |
| 有精神信仰但無宗教信仰   | -          | -          | -          | -          | -         | -         | -          | -          | -          | -          | 705,368    | 6.8        |
| 無宗教                   | 716,515    | 7.2        | 834 144    | 7,8        | 519,962   | 5.8       | 4,112,864  | 39.9       | 6,039,991  | 59.0       | 3,604,095  | 34.5       |
| 未表態                   | 1,564      | 0.01       | 834 144    | 7,8        | 22,889    | 0.3       | 1,665,617  | 16.2       | 901,981    | 8.8        | 4,662,455  | 44.7       |
| 總人口                   | 10,005,734 | 10,005,734 | 10,674,386 | 10,674,386 | 8,896,133 | 8,896,133 | 10,302,215 | 10,302,215 | 10,230,060 | 10,230,060 | 10,436,560 | 10,436,560 |

### 調查數據
- 根據2010年歐盟調查：有16％捷克公民回答說“他們相信上帝”，44％回答說“他們認為有某種精神或生活力量”，37％回答說“他們不相信有任何形式的精神，上帝或生命力”，3％未表態。[5]

- Eurobarometer在2015年調查發現，38.6％的捷克公民宣稱是不可知論者或非宗教信徒。[6]

- 皮尤研究中心在2015年調查發現，捷克共和國72％的公民宣稱是無宗教信徒（這一類別包括無神論者和不可知論者），26％是基督徒，2％為其他信仰。基督徒中有21％是天主教信徒，4％是其他基督宗教信徒，1％是東正教信徒。此外，29％的人表示他們相信上帝，43％的人相信命運，44％的人相信靈魂的存在。[7]

## 宗教社群

### 基督宗教
基督宗教是捷克最大的宗教，幾乎所有的捷克人都是基督徒，一直到19世紀。捷克人在8世紀到10世紀之間逐漸從斯拉夫異教轉換宗教到基督信仰。博日沃伊一世
接受了西里爾與美多德的洗禮，是波希米亞第一位將基督宗教作為國教的統治者。自20世紀以來，捷克基督宗教信仰一直在衰落，2011年，只有12.6％的捷克人宣稱為基督徒，其中10.5％是天主教信徒，1％是新教信徒，其他基督宗教1.1％。1921年，捷克人口中有77.5％為天主教信徒，7.7％屬於捷克斯洛伐克胡斯派教會，1920年中斷了天主教會，其中3.4％屬於捷克弟兄，0.3％是其他新教徒，0.7％是宗教猶太人，0.1 ％屬於其他一些宗教類別，還有10.3％是不信教的。

#### 天主教

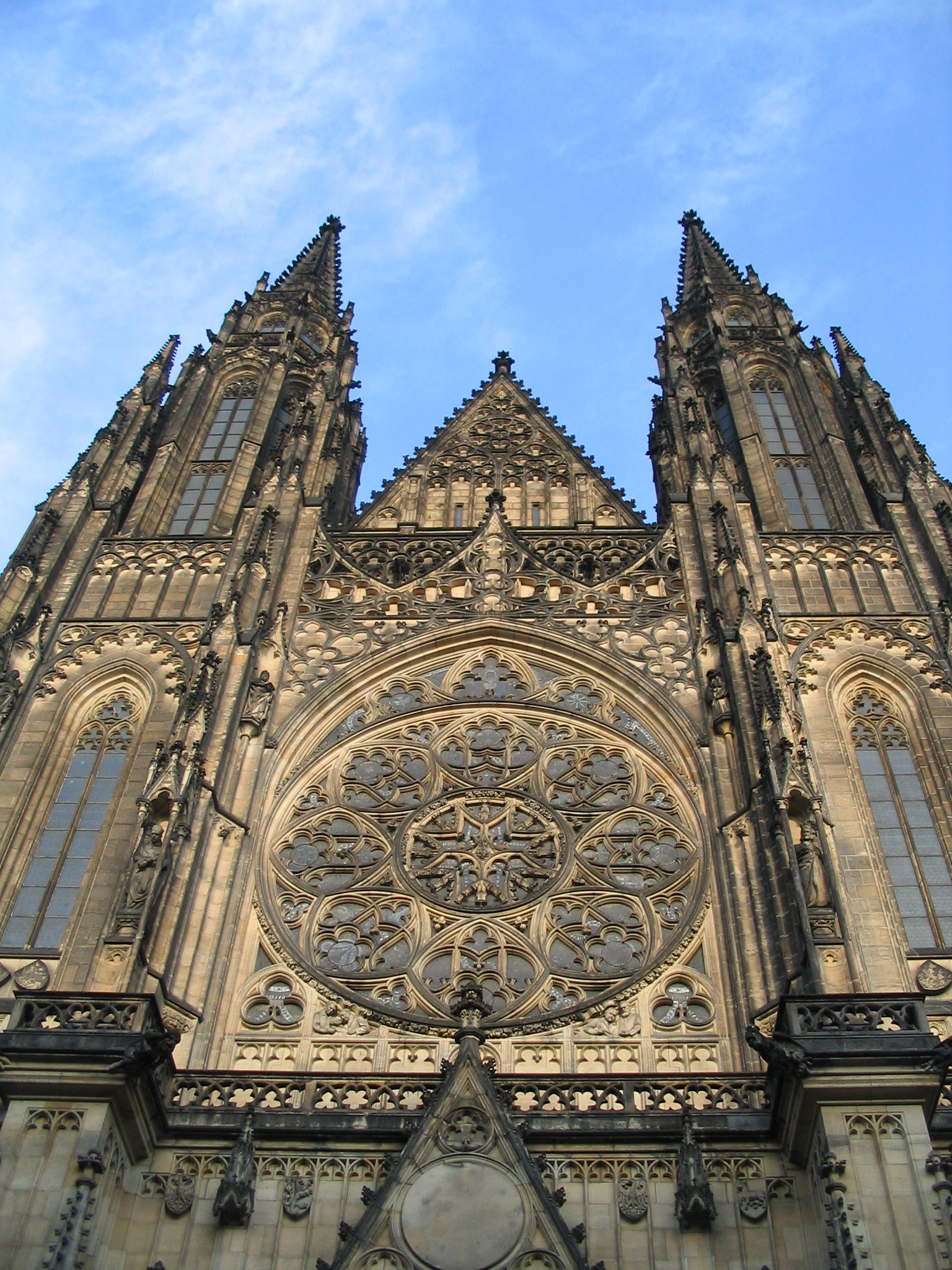
布拉格聖維特主教座堂

由於歷史背景，捷克的基督信仰宗派主要是天主教會。1910年，天主教仍然是捷克96.5％人口的宗教信仰。捷克天主教信徒數量在第一次世界大戰後開始下降，在共產黨統治捷克斯洛伐克期間，天主教會許多財產被沒收，儘管一些後來有歸還。共產主義政權垮台後，1991年有39.0％的捷克人被認定為天主教信徒，但信仰人數持續迅速下降。截至2011年，只有10.5％的捷克人認為自己是天主教信徒，這與新教基督徒佔多數的英格蘭大致相同。

#### 基督新教

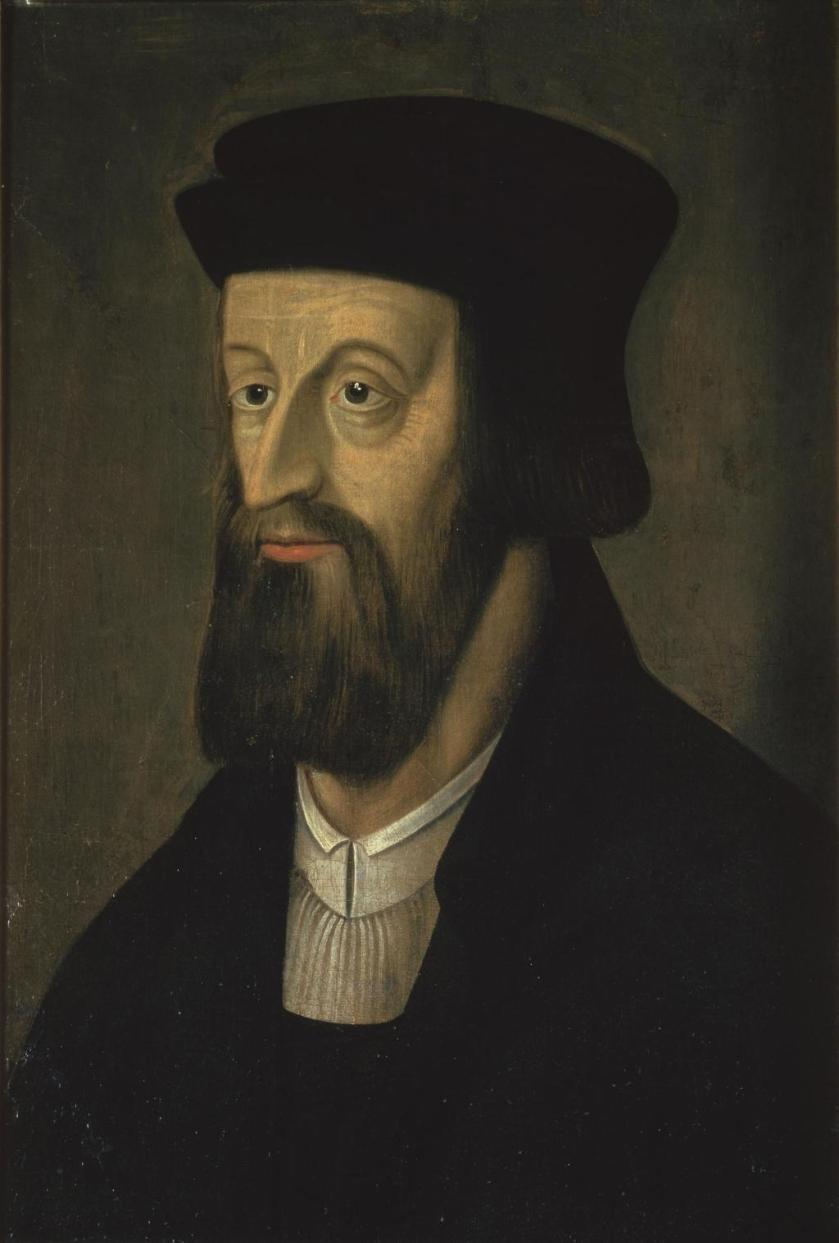
新教胡斯派創始人揚·胡斯（1369-1415）

15世紀，基督教改革者扬·胡斯發起的基督教運動，成為歐洲宗教改革的前驅者。天主教會在1415年康士坦斯大公會議（Council of Constance）中，宣判這個教派為異端。1414年，扬·胡斯遭到逮捕。在1415年康士坦斯大公會議中，扬·胡斯被認定是異端，遭火刑處死。胡斯派信徒與天主教會之間爆發胡斯戰爭。
2010年，新教基督徒佔捷克人口的1％，其中有0.5％屬於捷克福音弟兄會，0.4％屬於捷克斯洛伐克胡思教會，其餘0.1％屬於西里西亞福音教會。歷史上與捷克有聯繫摩拉維亞弟兄會也有少數信徒。

### 佛教
在2001年的人口普查中，捷克共和國有6,817名佛教徒。大部分在捷克的捷克的越南人是佛教徒，2008年1月在烏斯季州的瓦恩斯多夫開設了第一座越南佛教寺廟。捷克也有10座韓國佛教寺廟，其中布拉格和布爾諾各有3座佛教寺院。
除此之外捷克也有金剛乘佛教宗派。

### 伊斯蘭教

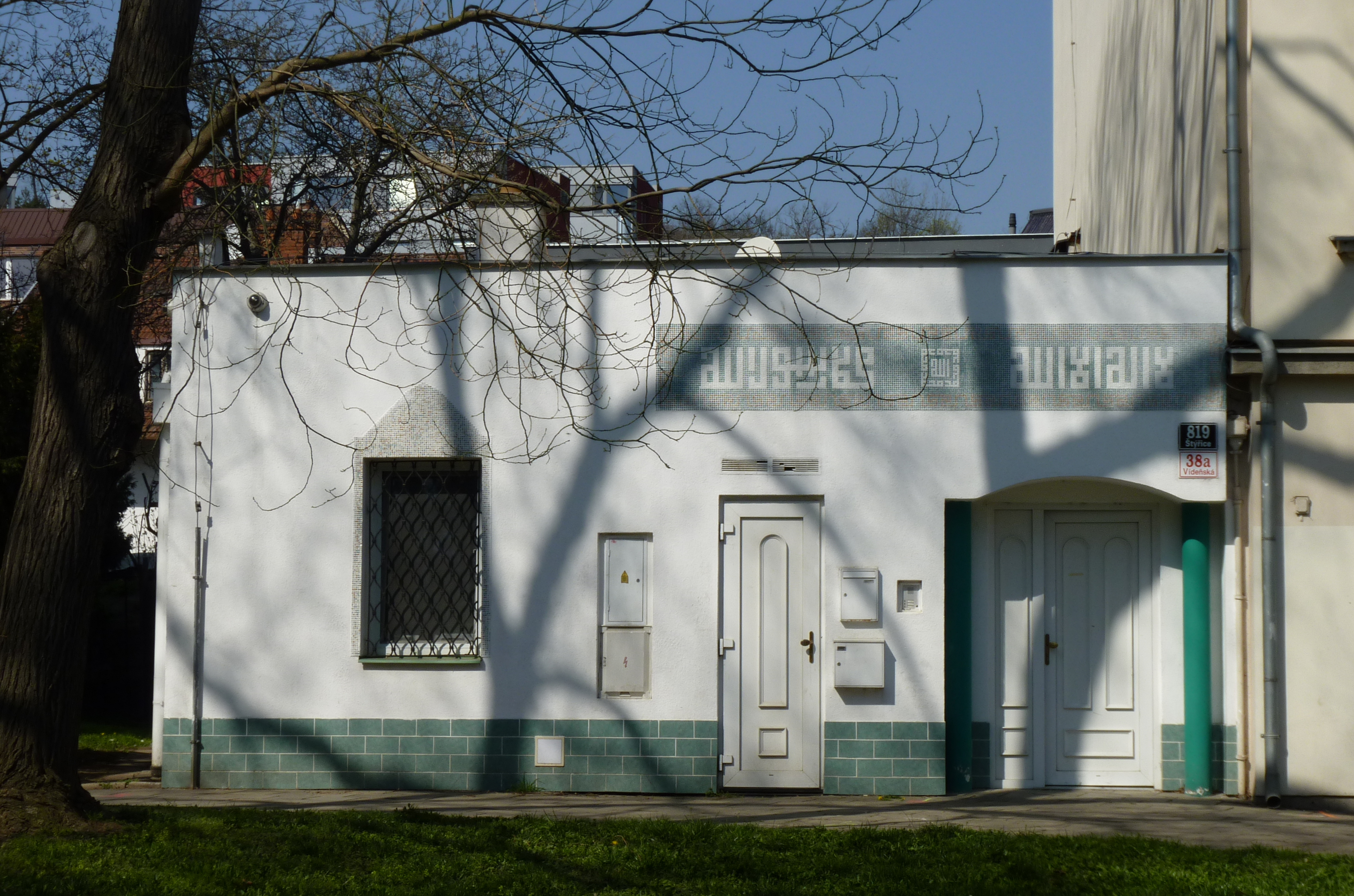
Brno 清真寺

捷克共和國的外來移民人口較少，與其他歐洲國家相比，穆斯林社群較小。2001年的人口普查捷克共有3,699名穆斯林。

## 無宗教

2011年捷克共和國無宗教人士的年齡結構

捷克共和國是世界上最宗教氣氛淡薄的國家之一。根據2001年人口普查的結果，沒有宗教的捷克公民中男性比女性多7％。最可能沒無宗教信仰（74％）是0-30歲的這個年齡層，最不可能無宗教信仰的人（28％）是60歲以上的人。按教育分類時，教育水平越高，無宗教信仰的比例越高。並非所有非宗教的捷克人都是無神論者；很多無宗教人士都採用了東方宗教的觀點。